# Químico artificial
O químico artificial é um sistema autônomo que incorpora inteligência artificial para realizar reações químicas para acelerar a pesquisa e o desenvolvimento e a fabricação de materiais. O químico artificial recebe um conjunto de parâmetros desejados, que são as propriedades que o pesquisador deseja que o material final tenha. O químico artificial tem desempenho semelhante a um carro autônomo. A tecnologia do químico artificial foi inventada por pesquisadores da North Carolina State University e da Universidade de Buffalo.